# ミルヴィオ橋
ミルヴィオ橋（イタリア語: Ponte Milvio）またはミルウィウス橋（ラテン語: Pons Milvius）はイタリア ローマの北にある橋で、テヴェレ川にかかる最も重要な橋の1つ。

## 歴史
紀元前206年、執政官ガイウス・クラウディウス・ネロがメタウルスの戦いでカルタゴ軍を撃退した後にこの橋を建設した。紀元前115年、執政官マルクス・アエミリウス・スカウルスが同じ場所に新たに石造りの橋をかけ、以前の橋を取り壊した。312年、コンスタンティヌス1世が強力なライバルだったマクセンティウスをこの橋とサクサ・ルブラの間で撃破した。世に言うミルウィウス橋の戦いである。
中世になると Acuzio という修道士が橋を修理している。1429年、教皇マルティヌス5世が建築家 Francesco da Genazzano に命じて崩壊していた橋を再建させた。18世紀から19世紀にかけて、2人の建築家ジュゼッペ・バラディエールと Domenico Pigiani がこの橋に手を加えている。

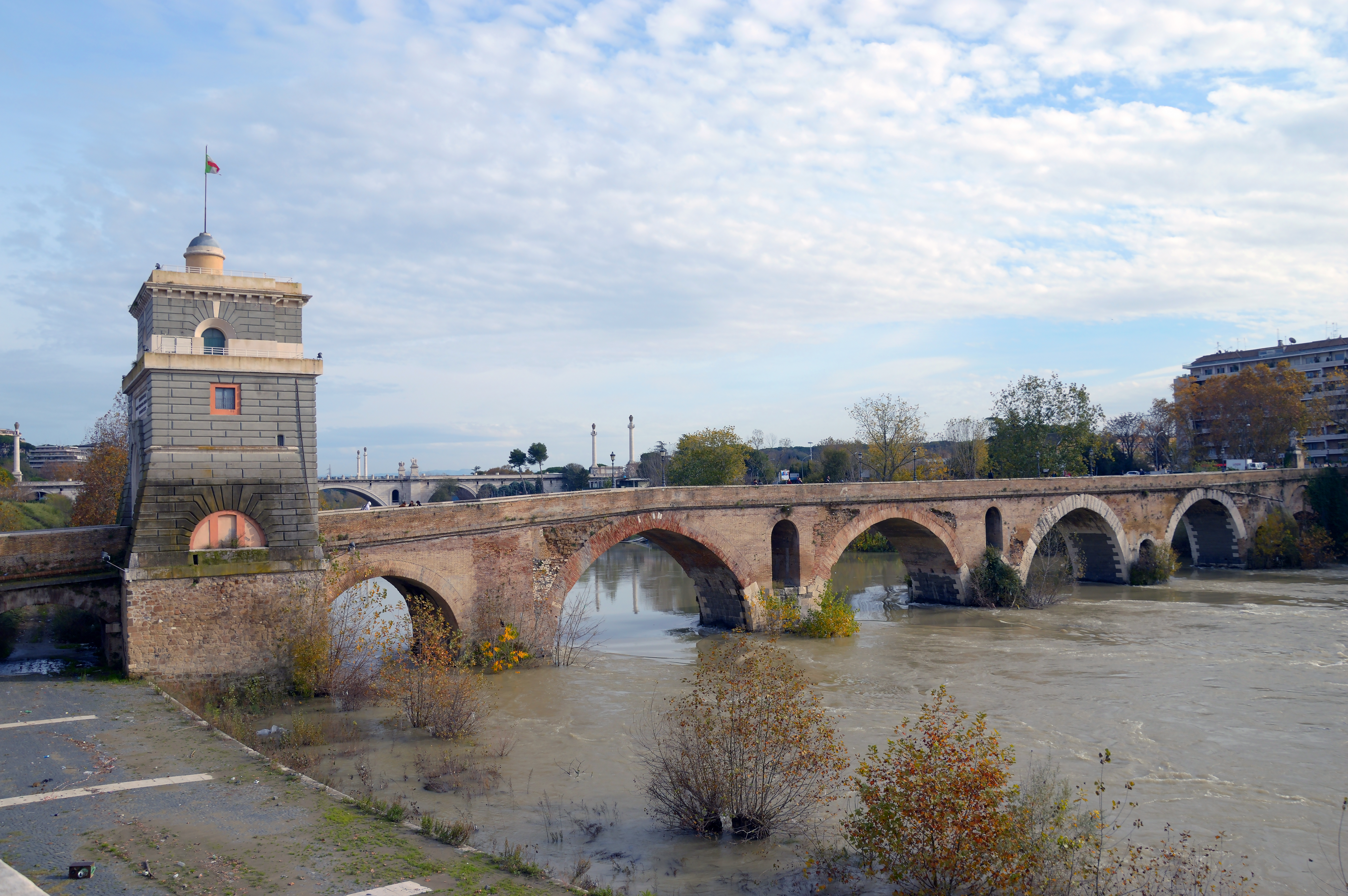
テヴェレ川にかかるミルヴィオ橋

2006年後半になって、この橋の上の街灯に愛を記した南京錠をかけると結ばれるという噂が広まり、カップルが集まるようになった。このとき、2人で南京錠をかけた後、川に背を向けて鍵を投げ入れるという儀式になっている。この儀式を考案したのはイタリアの作家 Federico Moccia で、"I Want You" という小説および映画（2007年、イタリアで公開）で使われていた。
2007年4月13日、無数の南京錠をかけられた街灯がその重みで折れてしまった。そのため、代替としてヴァーチャルに南京錠をかけられるウェブサイトが作られた。2007年7月、市長が新たに鉄骨の柱を設置し、南京錠をかけられるようになった。